# اچ‌ام‌اس اومپایر (ان۸۲)
اچ‌ام‌اس اومپایر (ان۸۲) (به انگلیسی: HMS Umpire (N82)) یک زیردریایی بود که طول آن ۶۰ متر (۱۹۶ فوت ۱۰ اینچ) بود. این زیردریایی در سال ۱۹۴۰ ساخته شد.